# Corinne Roosevelt Robinson
Corinne Roosevelt Robinson (New York, 27 settembre 1861 – New York, 17 febbraio 1933) è stata una poetessa e scrittrice statunitense.

## Biografia
Corinne era l'ultimogenita dell'imprenditore Theodore Roosevelt Sr., e di sua moglie, la socialista Martha Stewart "Mittie" Bulloch. Era la sorella del presidente Theodore Roosevelt ed Elliott Bulloch Roosevelt (il padre della futura First Lady Eleanor Roosevelt). Ricevette la maggior parte della sua istruzione da insegnanti privati.
Corinne era la migliore amica di Edith Kermit Carow, la seconda moglie di suo fratello Theodore. Suo padre era un sostenitore del Nord durante la Guerra Civile, mentre sua madre sosteneva il Sud. I fratelli di Mittie erano membri della Marina Confederata. Tuttavia, il conflitto tra le lealtà politiche dei genitori non le ha impedito di vivere un'infanzia privilegiata, che comprendeva le migliori scuole e viaggi regolari, o il debutto in società atteso dalle figlie delle famiglie importanti.

## Carriera
Corinne ha iniziato a scrivere in tenera età, attraverso l'incoraggiamento dei suoi amici, in particolare da Edith Wharton. Nel 1911 pubblicò il suo primo poema, "The Call of Brotherhood", nella rivista Scribner. Il suo primo libro di poesie con lo stesso titolo fu pubblicato nel 1912.

### Carriera politica
Corinne era un membro del comitato esecutivo del Comitato Nazionale Repubblicano e del Comitato Repubblicano dello Stato di New York. Nel 1924, scrisse una lettera al New York Times commentando la perdita elettorale di suo nipote, Theodore Roosevelt, Jr. a governatore di New York.
Nonostante fosse un membro repubblicano, Corinne votò per suo cugino, Franklin, quando si candidò per governatore di New York nel 1928 e alla presidenza nel 1932.

## Matrimonio
Sposò, il 29 aprile 1882, Douglas Robinson Jr. (1855-1918), figlio di Douglas Robinson, Sr.. Ebbero quattro figli:
- Theodore Douglas Robinson (1883-1934):
- Corinne Douglas Robinson (1886–1971);
- Monroe Douglas Robinson (1887–1944);
- Stewart Douglas Robinson (1889–1909).

Durante gli anni '20, la salute di Robinson si deteriorò, subendo un totale di sedici interventi chirurgici agli occhi.

## Morte
Corinne morì il 17 febbraio 1933, a 71 anni, di polmonite, meno di un mese prima che Franklin fosse eletto presidente.
In suo onore fu eretto un memoriale dalla Women's Roosevelt Memorial Association, di cui è stata direttrice.

## Opere
- The Call of Brotherhood (1912)
- One Woman to Another and Other Poems (1914)
- Service and Sacrifice (1919)
- The Poems of Corinne Roosevelt Robinson (1924)
- Out of Nymph (1930) (poetry) dedicata a Charles Scribner
- My Brother Theodore Roosevelt (1924)
- My Brother The 26 (1932)